# Titularbistum Lycaonia
Lycaonia (ital.: Licaonia) ist ein Titularbistum der römisch-katholischen Kirche.
Es geht zurück auf ein ehemaliges Bistum in der antiken Stadt gleichen Namens in der römischen Provinz Asia bzw. Phrygia und in der Spätantike Phrygia Pacatiana in der westlichen Türkei. Es gehörte der Kirchenprovinz Sinnada an.
| Titularbischöfe von Lycaonia |                          |                                     |               |              |
| Nr.                          | Name                     | Amt                                 | von           | bis          |
| 1                            | Henri-Martin-Félix Jenny | Weihbischof in Cambrai (Frankreich) | 14. März 1959 | 15. Mai 1965 |